# Associação Académica de Coimbra - Organismo Autónomo de Futebol 2011-2012
Questa voce raccoglie le informazioni riguardanti l'Associação Académica de Coimbra - Organismo Autónomo de Futebol nelle competizioni ufficiali della stagione 2011-2012.

## Rosa
| N. |                           | Ruolo | Calciatore       |
| -- | ------------------------- | ----- | ---------------- |
| 1  | Francia (bandiera)        | P     | Romuald Peiser   |
| 2  | Portogallo (bandiera)     | D     | João Dias        |
| 3  | Brasile (bandiera)        | D     | Júnior Lopes     |
| 4  | Portogallo (bandiera)     | C     | Flávio           |
| 5  | Algeria (bandiera)        | D     | Rafik Halliche   |
| 7  | Portogallo (bandiera)     | A     | Marinho          |
| 8  | Brasile (bandiera)        | C     | Makelele         |
| 9  | Camerun (bandiera)        | A     | Serge N'Gal      |
| 10 | Costa d'Avorio (bandiera) | C     | Judikael Magique |
| 12 | Portogallo (bandiera)     | P     | Ricardo          |
| 13 | Portogallo (bandiera)     | D     | João Real        |
| 14 | Portogallo (bandiera)     | C     | Bruno China      |
| 20 | Brasile (bandiera)        | C     | Cleyton          |

| N. |                       | Ruolo | Calciatore      |
| -- | --------------------- | ----- | --------------- |
| 21 | Brasile (bandiera)    | C     | Marcos Paulo    |
| 22 | Brasile (bandiera)    | D     | Rodrigo Galo    |
| 23 | Portogallo (bandiera) | D     | Henrique        |
| 24 | Portogallo (bandiera) | P     | Fábio Santos    |
| 26 | Capo Verde (bandiera) | D     | Nivaldo         |
| 30 | Nigeria (bandiera)    | C     | John Ogu        |
| 35 | Brasile (bandiera)    | D     | Reiner Ferreira |
| 36 | Portogallo (bandiera) | A     | Edinho          |
| 39 | Portogallo (bandiera) | A     | Carlos Saleiro  |
| 55 | Portogallo (bandiera) | D     | Hélder Cabral   |
| 77 | Brasile (bandiera)    | A     | Afonso          |
| 92 | Guinea (bandiera)     | A     | Salim Cissé     |